# 香港殯儀館

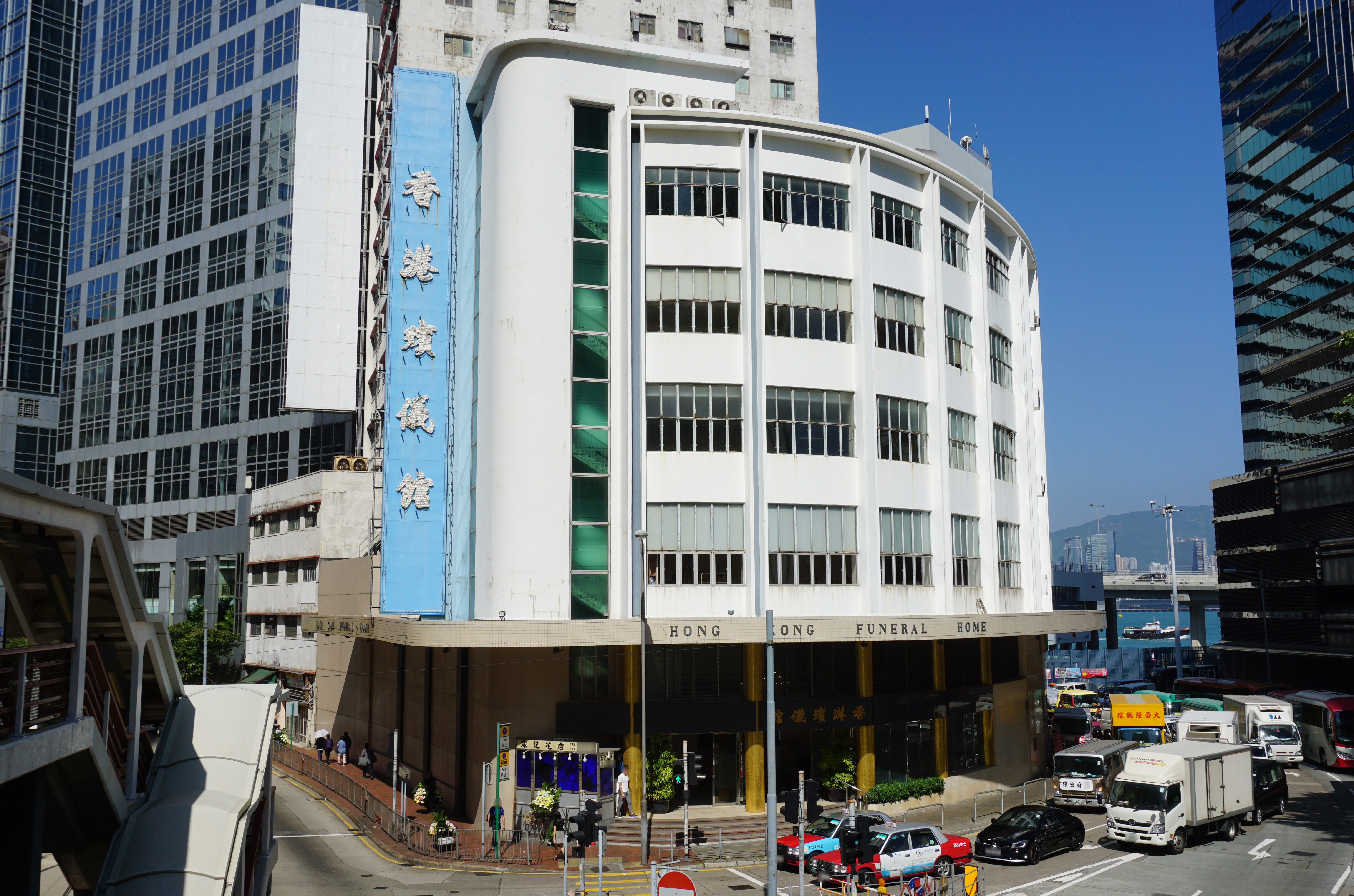
香港殯儀館東南面

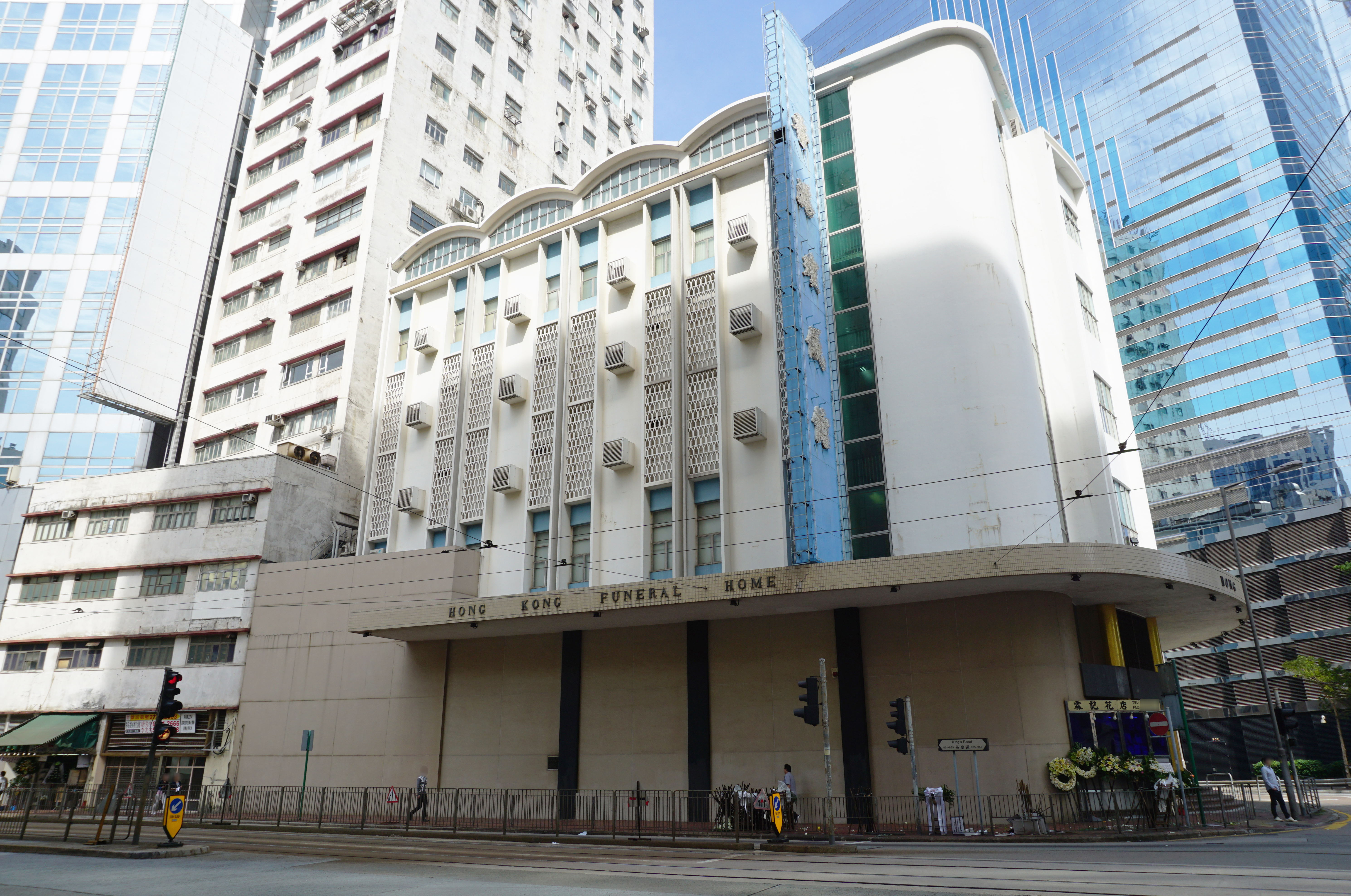
香港殯儀館西南面

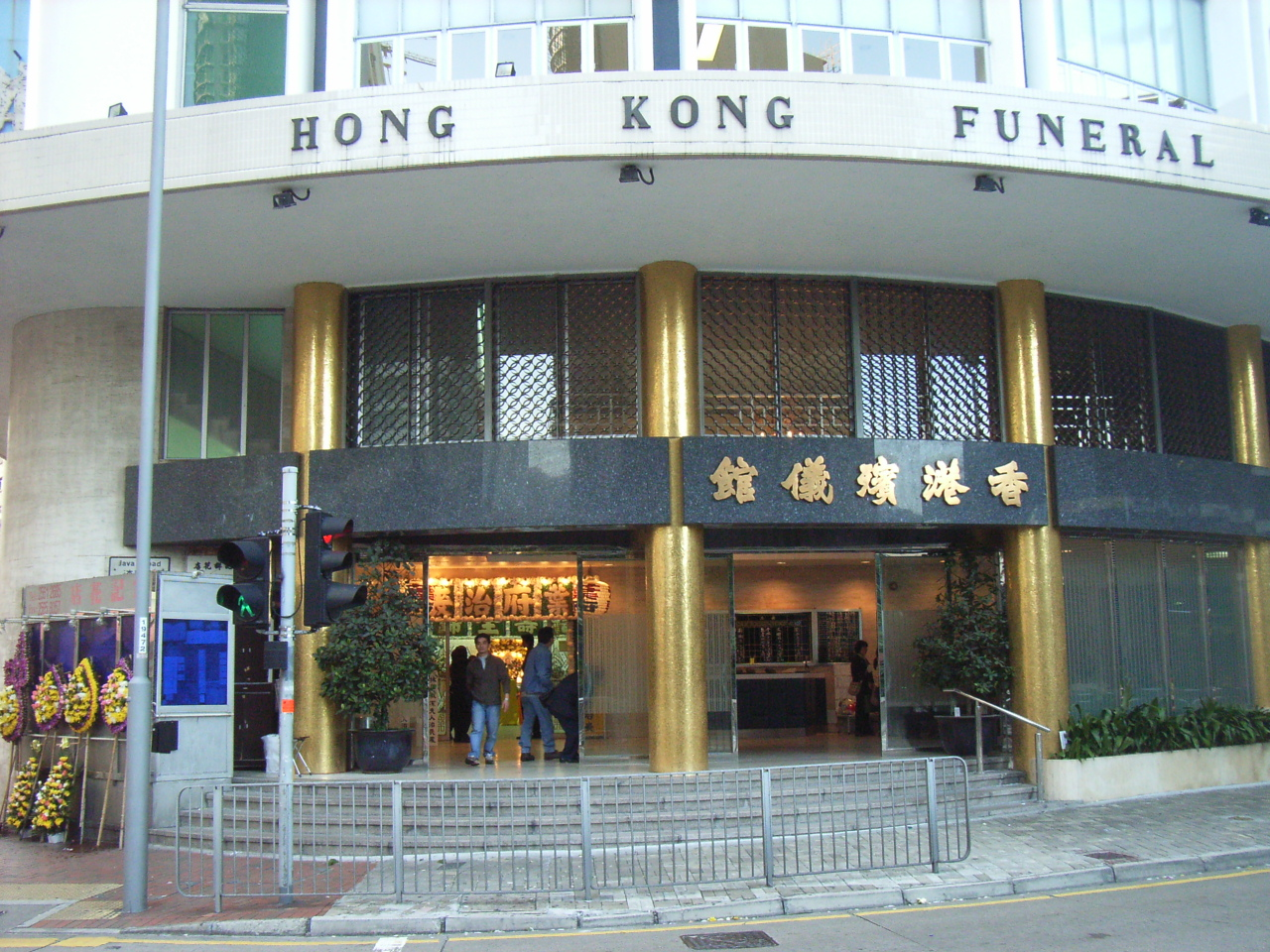
香港殯儀館的正門

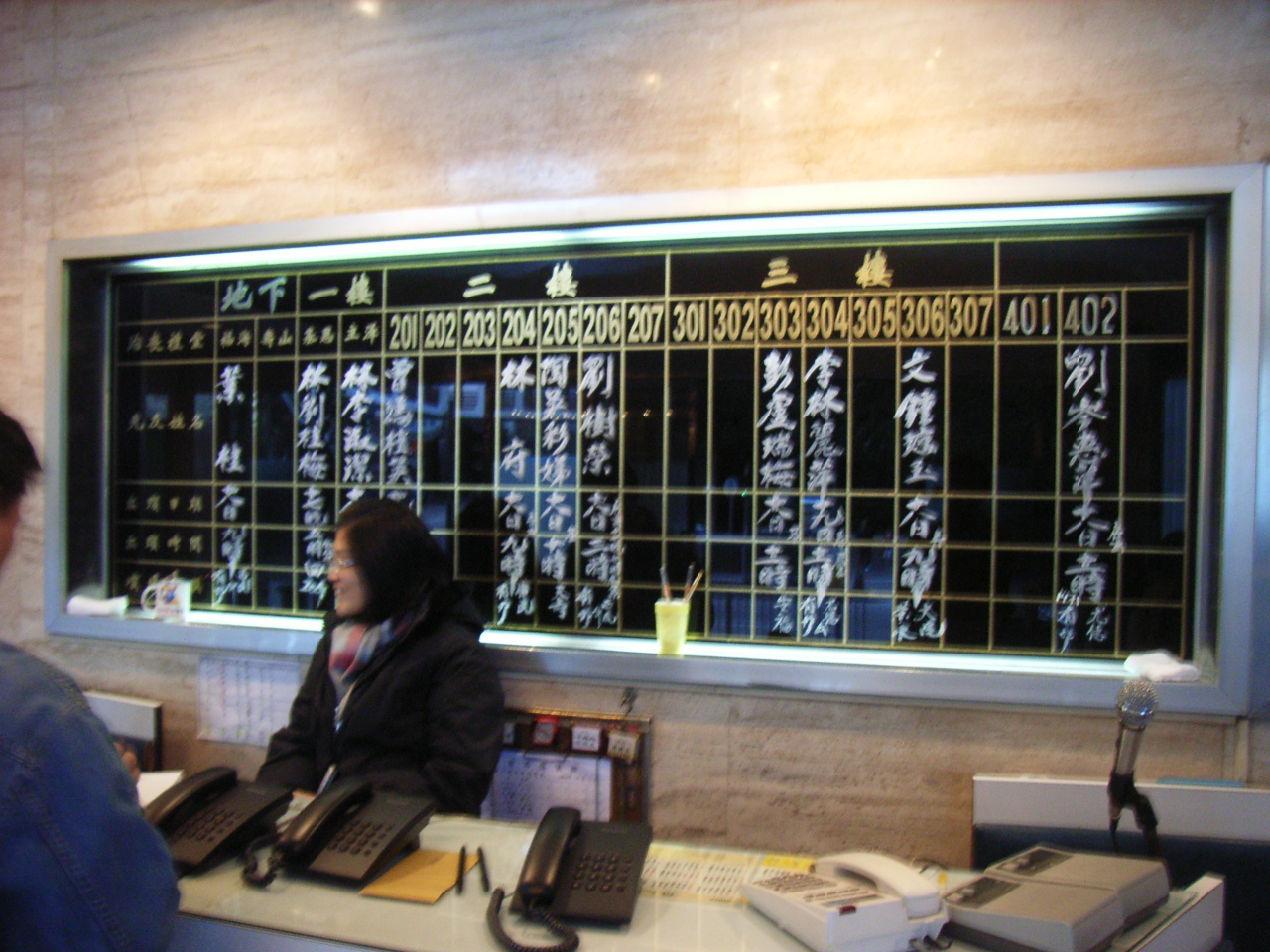
香港殯儀館的出租禮堂各層分佈

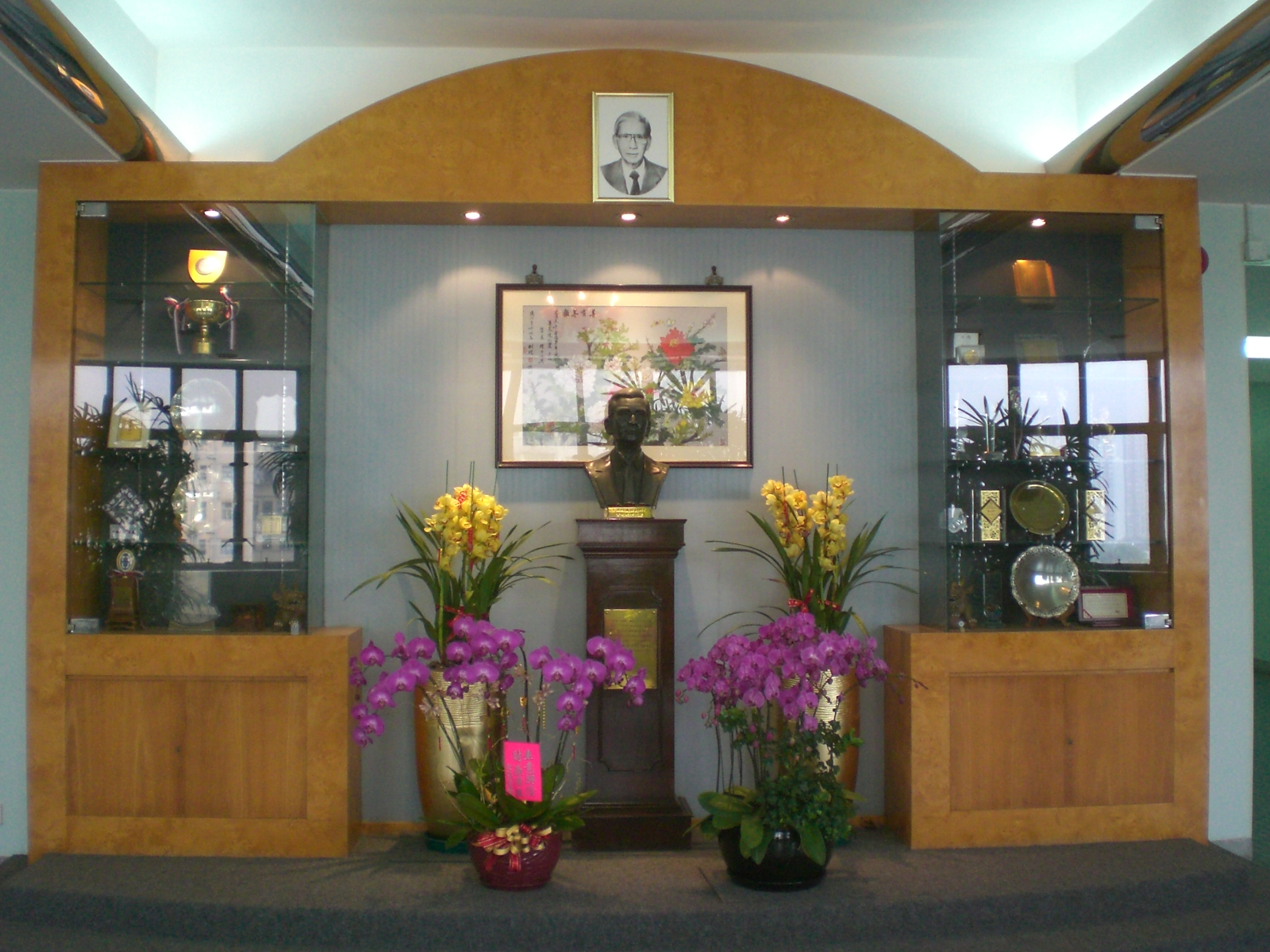
4樓是香港殯儀館辦事處，門前置有創辦人蕭明銅像

香港殯儀館（英語：Hong Kong Funeral Home），俗稱香港大酒店，是香港首間兼香港島目前惟一的殯儀館，坐落於北角英皇道與渣華道交界。香港殯儀館於1930年代初在灣仔道216號創立，初時屬簡陋竹棚搭建，及後改建為水泥建築物。1950年被有「殯儀大王」之稱的蕭明收購，因政府需要發展灣仔，1950至60年代殯儀館陸續結業或遷出灣仔，1963年8月蕭明以200萬港元投得北角新館地皮，並於1964年正式動工，至1966年9月5日遷往新建成的北角現址，灣仔原址則經營多一年至1967年才拆卸，其後改建為籃球場及休憩處。香港殯儀館收費較高，但交通方便，且不少名人富豪均居於港島區，所以成為城中名人富豪之喪禮首選。

## 簡介
香港殯儀館位於鰂魚涌英皇道679號，鄰近模範邨、嘉里中心、渣華道363號中華煤氣有限公司、港鐵鰂魚涌站、北角海逸酒店、北角分區警署等，全館共有20個大小異同的禮堂，其中位於一樓的「基恩堂」及「主澤堂」可互相打通，不少已故香港名人舉行他們的喪禮儀式均使用此兩個禮堂。

### 事件
1977年10月20日凌晨約1時半，4名青年闖入307室隨即用利刀指嚇各人，除尼姑外的19名守靈人士均被布條綑綁，逐一搜掠，劫去各人現金15,600港元及價值17,200港元的飾物後逃去，成為繼1947年7月7日李璇殯儀館遇劫後，香港另一宗罕見的殯儀館劫案，《大公報》更誤稱香港殯儀館的案件為「本港首宗殯儀館劫案」。
2020年5月3日上午，香港殯儀館發生大幅塌下天花板意外，地下大堂一幅約8米乘6米巨型假天花板連鐵架及吊燈疑日久失修，突然塌落地面，地上滿佈瓦礫，幸當時無人行經，故無人受傷，事後殯儀館召工人清理塌下的假天花板，當晚地下靈堂的喪禮如常舉行。

## 特色
1. 全館大部分地面以綠色和白色紙皮石鋪成。
2. 一樓的「基恩堂」、「主澤堂」和地下的「褔海堂」以及「壽山堂」的停屍間與館內其他地方可不經公眾地方互相連接。
3. 守靈當晚使用二樓或以上樓層禮堂的話，大殮出殯當日大多會移師至一樓或地下的禮堂舉行。

## 於香港殯儀館舉行喪禮儀式的香港名人

### 灣仔舊館

#### 1950年代
- 騎師黃清濂 1956年10月

#### 1960年代
- 法籍騎師司馬克 1960年1月
- 影星林黛 1964年7月

### 鰂魚涌新館

#### 1960年代
- 養和醫院創辦人李樹芬 1966年11月
- 商業電台播音員林彬 1967年9月

#### 1970年代
- 富商及華人領袖周埈年 1971年1月
- 南海紗廠創辦人唐炳源 1971年6月
- 市政局、立法局及行政局非官守議員關祖堯 1971年12月
- 影星林鳳 1976年9月
- 駱駝漆創辦人黃笏南 1979年8月

#### 1980年代
- 電視廣播有限公司主席利孝和 1980年7月
- 賭王何鴻燊長房長子何猷光 1981年6月
- 廣東音樂邵鐵鴻 1982年4月
- 大生銀行及大生地產創辦人馬錦燦 1984年1月
- 立法局及行政局首席非官守議員周錫年 1985年12月
- 粵劇名伶任劍輝 1989年12月

#### 1990年代
- 長實集團主席李嘉誠元配莊月明 1990年1月
- 新鴻基地產主席郭得勝 1990年11月
- 的士商人胡忠 1991年8月
- 船王包玉剛，CBE，JP 1991年10月
- Beyond主音黃家駒 1993年7月
- 歌手陳百強 1993年10月
- 粵劇名伶新馬師曾，MBE 1997年4月

#### 2000年代
- 全國政協副主席安子介，大紫荊勳賢，CBE，JP 2000年6月
- 藝人羅文 2002年10月
- 藝人張國榮 2003年4月
- 感染SARS病逝的醫生謝婉雯，MBG 2003年5月
- 感染SARS病逝的醫生鄭夏恩，MBS 2003年6月
- 藝人梅艷芳 2004年1月
- 有「風扇大王」之稱的實業家翁祐 2004年5月
- 國畫大師、嶺南派四大名家之一楊善深 2004年5月
- 前亞洲電視主席林百欣 2005年2月
- 埃及奪命車禍中罹難的老牌華資廣安銀行家族梁定中、梁耀威父子 2006年2月
- 全國政協副主席霍英東，大紫荊勳賢 2006年11月
- 前行政局及立法局議員羅德丞，大紫荊勳賢，CBE，JP 2006年12月
- 華懋集團前主席龔如心 2007年4月
- 南洋商業銀行創辦人莊世平，大紫荊勳賢 2007年7月
- 前香港立法會議員、全國人大代表、民建聯前主席馬力，GBS，JP 2007年8月
- 前全國政協常委、《鏡報》創辦人徐四民，大紫荊勳賢 2007年9月
- 前無綫電視新聞部體育記者伍晃榮 2008年4月
- 復康會創辦人、復康之父方心讓爵士，CBE，JP 2009年9月
- 前希慎興業主席利定昌，JP 2009年10月

#### 2010年代
- 香港商界名人周啟邦 2010年3月
- 信興集團創辦人蒙民偉，GBS 2010年7月
- 歌唱老師戴思聰 2010年8月
- 樂評人陳浩才 2010年8月
- 香港藝人鄧光榮 2011年4月
- 台灣藝人鳳飛飛 2012年1月
- 前立法局議員兼恆生銀行前董事長利國偉，大紫荊勳賢，CBE，JP 2013年8月
- 電視廣播有限公司創辦人兼譽主席邵逸夫，大紫荊勳賢，CBE 2014年1月
- 社交界名人周啓邦 2014年2月
- 中國首位女法官、香港樹仁大學校長鍾期榮，GBS 2014年3月
- 資深傳媒人、前新晚報總編輯羅孚 2014年5月
- 商業電台創辦人何佐芝，GBS，OBE，JP 2014年6月
- 賭王何鴻燊長房長女何超英 2014年12月
- 股壇教父李福兆 2015年1月
- 前無綫電視藝人司馬燕 2015年1月
- 香港資深大律師金力生，SC 2015年3月
- 前亞洲電視主席、遠東銀行創辦人邱德根，JP 2015年3月
- 前邵氏女星于楓 2015年6月
- 資深傳媒人杜惠東 2016年3月
- 開心少女組成員羅明珠 2016年6月
- 運年表業集團創辦人劉展灝，SBS，BBS，MH，JP 2016年6月
- 大家樂集團第一任主席及創辦人之一羅騰祥 2016年7月
- 華光航業集團董事長趙世光 2016年7月
- 電影皇后陳雲裳 2016年7月
- 新世界發展第二任主席及創辦人之一鄭裕彤，大紫荊勳賢 2016年10月
- 皇家香港警務處首位華人處長李君夏 2017年2月
- 前港姐亞軍吳婉芳丈夫胡家驊 2017年3月
- 前鄉議局主席劉皇發，大紫荊勳賢，GBS，OBE，JP 2017年8月
- 曾經主演國語電影的邵氏女星秦萍 2017年9月
- 資深金牌經理人陳自強 2017年11月
- 電視廣播有限公司非執行董事方逸華 2017年11月
- 香港消委會首任總幹事、張國榮胞姊張綠萍 2017年12月
- 香港立法局前議員、新洲印刷創辦人蘇周艷屏 2018年2月
- 知名國學家饒宗頤 2018年2月
- 香港紡織及製衣業工業家，長江製衣及YGM貿易有限公司的創辦人陳瑞球 2018年4月
- 被譽為「香港之寶」、《酒徒》及《對倒》作者劉以鬯2018年6月
- 有「香江才女」之稱的林燕妮2018年6月
- 被譽為富豪御用風水師的一代堪輿大師蔡伯勵2018年7月
- 前女子組合at17成員之一盧凱彤 2018年8月
- 759阿信屋創辦人林偉駿 2018年9月
- 香港粤劇名伶吳君麗 2018年10月
- 2009年諾貝爾物理學獎得主、「光纖之父」高錕教授 2018年10月
- 香港考試及評核局前主席、香港工程師學會前會長、自由黨榮譽主席周梁淑怡丈夫周明權，OBE，JP 2018年11月
- 嘉禾創辦人鄒文懷 2018年11月
- 武俠小說泰斗金庸 2018年11月
- 前行政立法兩局首席非官守議員、首任行政會議召集人鍾士元 2018年11月
- 中建企業董事長、許晉亨之父許世勳 2018年12月
- 藝人黃秋生之母親黃尊儀 2018年12月
- 港區全國人大代表王敏剛 2019年3月
- 中環金寶表行創辦人陳鵬飛 2019年4月
- 已故社運人士梁凌杰 2019年7月
- 已故慈善伶王新馬師曾（鄧永祥）遺孀、人稱「祥嫂」的洪金梅 2019年7月

#### 2020年代
- 藝人郭富城之母親卓信 2020年3月
- 已故慈善伶王新馬師曾（鄧永祥）遺孀、洪金梅之妹妹洪國華 2020年3月
- 港協暨奧委會永遠名譽會長、首任市政局主席沙利士 2020年3月
- 香港《廣角鏡》出版社總編輯、港區全國政協委員李國強，BBS 2020年3月
- 賽車手仇偉冠 2020年6月
- 前立法會及行政局議員、自由黨主席、港區全國人大代表李鵬飛 2020年6月
- 香港及澳門賭王、商人，主席何鴻燊 2020年7月
- 已故全國政協副主席、商人霍英東之元配呂燕妮 2020年9月
- 前亞視新聞主播、南華傳媒董事盧瑞盛 2020年9月
- 藝人肥媽（Maria Cordero）的丈夫Da Silva Ricardo Manoel（施曉洋） 2020年11月
- 香港商人林建名 2021年1月
- 香港商人、港龍航空創辦人曹光彪 2021年3月
- 香港前保齡球運動員車菊紅 2021年5月
- 「播音天王」李我 2021年6月
- 著名報人、粵語正字專家劉晟 2021年7月
- 無綫電視資深演員夏玉麟 2021年8月
- 曾有「新界王」之稱的新界鄉議局前主席張人龍 2021年10月
- 有慈善家之稱，協成行發展有限公司主席方潤華 2022年1月
- 前無綫電視非執行董事利孝和夫人利陸雁群 2022年2月
- 通利琴行創辦人李子文 2022年3月
- 香港藝人、著名配音員盧雄 2022年4月
- 香港藝人、著名配音員謝月美 2022年4月
- 香港著名填詞人小美（梁美薇）的父親梁桂榮 2022年5月
- 滙豐銀行首位華人大班鄭海泉 2022年9月
- 無綫電視資深演員余子明 2022年11月
- 粵劇前輩、曲藝名家梁素琴 2022年12月
- 大坑舞火龍總指揮陳德輝 2023年1月
- 前香港電台第三台DJ Uncle Ray 2023年2月
- 港燈及電能實業前獨立非執行董事佘頌平之夫人佘周孔屏 2023年5月
- 電視廣播有限公司助理總經理樂易玲的前夫、香港建築師陳君毅 2023年6月
- 美籍華裔香港女歌手李玟 2023年7月
- 富臨飯店及阿一鮑魚創辦人楊貫一 2023年8月
- 藝人劉德華之父親劉禮 2023年12月
- 心理學權威顧修全 2023年12月
- 藝人黎淑賢 2024年1月
- 澳洲籍香港藝人河國榮 2024年2月
- 藝人鄭啟泰 2024年2月
- 香港中華廠商聯合會前會長李秀恒 2024年4月
- 嘉華及銀河娛樂創辦人兼主席呂志和 2024年12月
- 藝人俞明 2025年3月
- 企業家李兆基 2025年4月
- 全國政協前常委何柱國 2025年6月

## 外部連結
- 香港殯儀館官方網址 （页面存档备份，存于）
- 香港殯儀館地圖 （页面存档备份，存于）
- 香港殯儀館：專業帛事花籃設計 （页面存档备份，存于）